# Płyta komórkowa

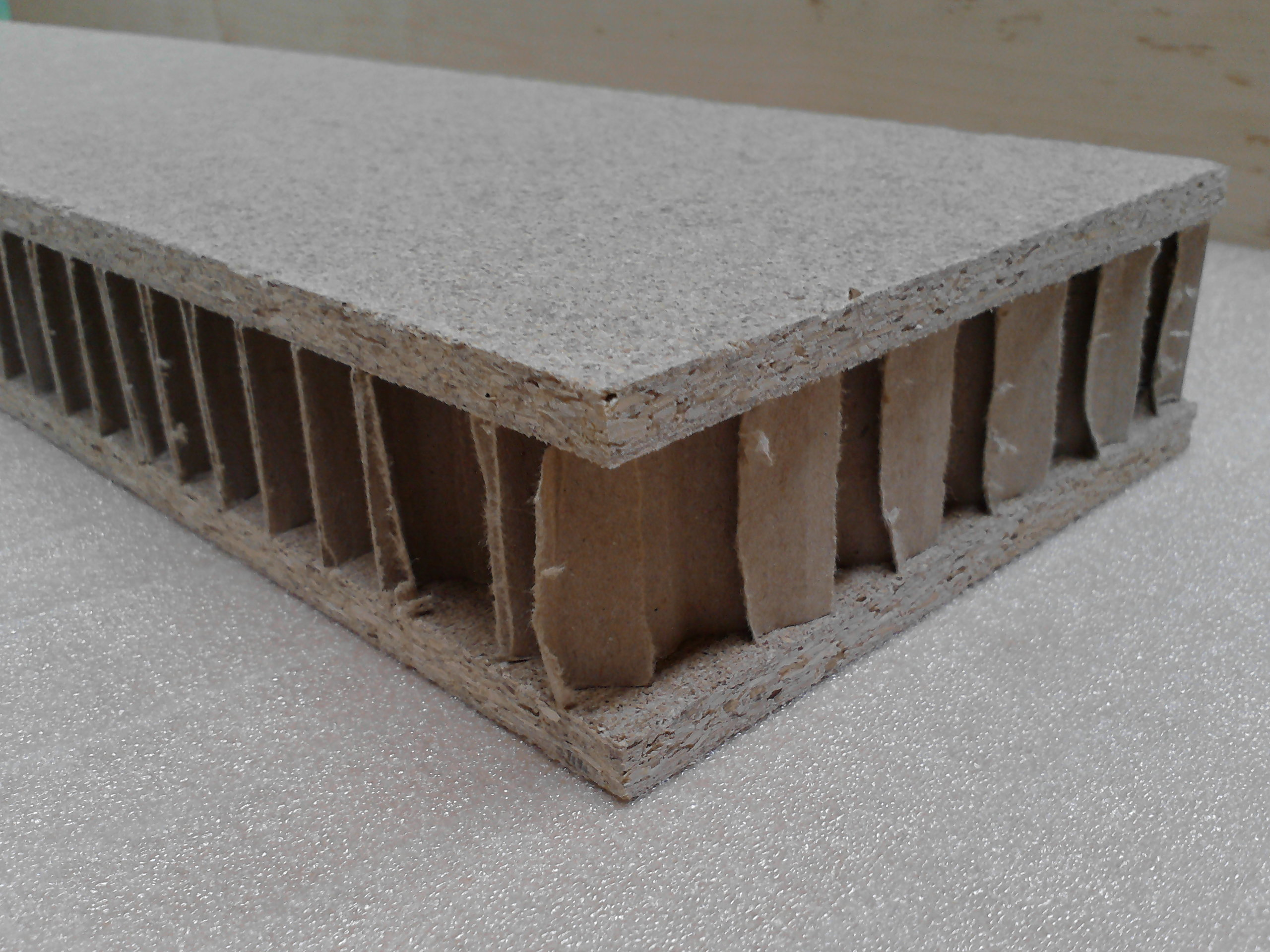
Płyta komórkowa z wypełnieniem papierowym o strukturze „plastra miodu”

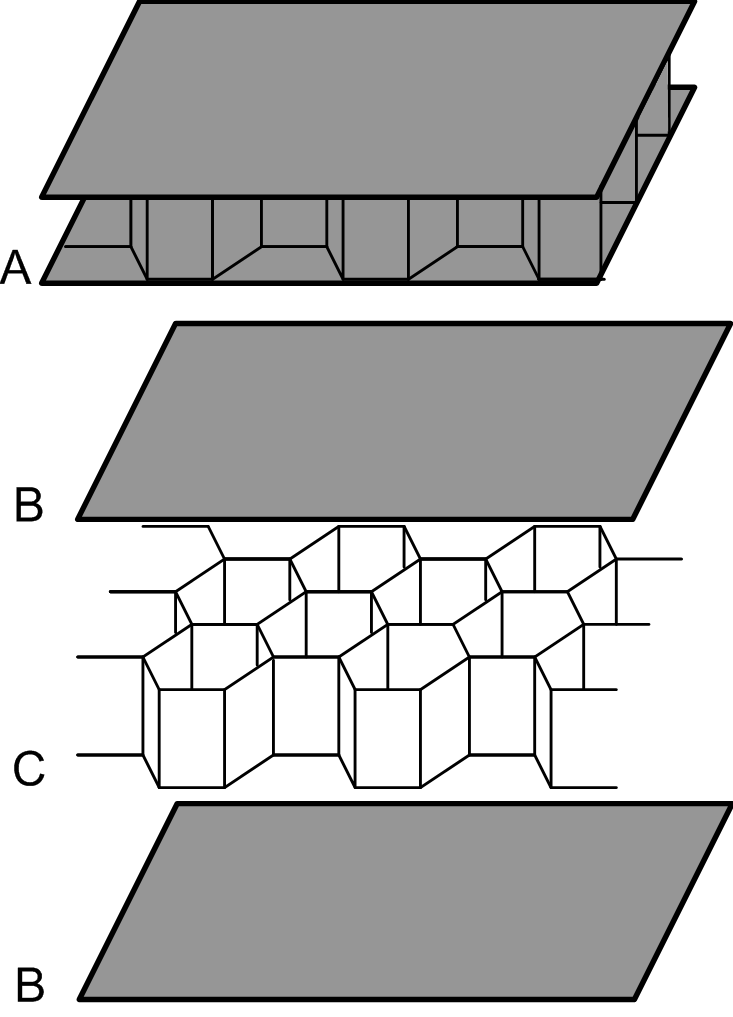
Schemat budowy płyty o strukturze „plastra miodu”

Płyta komórkowa – płyta składająca się z wypełnienia papierowego o charakterystycznej strukturze, tzw. „plastra miodu”, sinusoidalnej lub ścianki szkieletowej oraz cienkich płyt wierzchnich (najczęściej płyt wiórowych). Jej główną zaletą jest redukcja ciężaru bez utraty nośności, sztywności, stabilności oraz innych funkcji konstrukcyjnych.
Płyta komórkowa jest odporna na ugięcia i wgniecenia, a przy tym lekka i ekologiczna. Grubość płyty oraz jej wewnętrzna struktura, odpowiadają za mechaniczne właściwości materiału typu „sandwich”. Sprawiają, że zarówno płyta, jak i elementy gotowe, są bardzo mocne i jednocześnie lekkie. Dawniej jako wypełnienie płyt komórkowych stosowano paski z płyty pilśniowej, forniru lub drewniane listewki nacinane i układane w kratownice. Obecnie stosuje się niemal wyłącznie wypełnienia papierowe. Gotowy produkt jest lżejszy, ponieważ środek – zasadnicza objętość tej płyty, która może sięgać do 70–80 proc. (w zależności od grubości płyty) – wykonany jest z przestrzennej struktury kartonowej. Wytrzymałość elementu jest zwiększana poprzez zastosowanie papieru o wyższej gramaturze lub zmniejszeniu celi (oczko papieru), jak również przez użycie szerszych ramiaków, dodanie szprosów w ramach lub użyciu grubszych płyt wierzchnich.
Płyty okładowe (wierzchnie) mogą być wykonane z płyty HDF, płyty wiórowej itp., w zależności od sposobu wykańczania powierzchni. Na przykład pod elementy fornirowane można zastosować okładziny z płyty wiórowej, zaś pod elementy malowane i foliowane stosuje się głównie płyty HDF.

## Zastosowanie
Branża Meblarska
Obecnie płyty komórkowe mają szerokie zastosowanie, zarówno w przemyśle meblarskim, jak również w produkcji drzwi i stolarki budowlanej. Główną ich zaletą jest niższy koszt produkcji w porównaniu z elementami z drewna litego lub pełnej płyty.
Do produkcji mebli stosuje się płyty o konstrukcji ramowej. Ramy mogą być wykonane z drewna, płyty wiórowej, MDF, HDF, OSB lub innych materiałów drewnopochodnych.
Materiały POS
Popularnym wykorzystaniem są również materiały promocyjne w miejscu sprzedaży tzw. materiały POS. Stosunkowo niska cena w porównaniu do innych materiałów, lekkość konstrukcji oraz różnorodność zastosowań sprawia, iż znakomicie nadają się zarówno do wykończenia dużych aranżacji, jak i jako samotne standy reklamowe.